# Hernando Arias de Saavedra
Pour les articles homonymes, voir Saavedra.
Hernando Arias de Saavedra, mieux connu sous la contraction Hernandarias (Asunción, 1561 ― Santa Fe, 1634), était un hidalgo, militaire, conquistador, colonisateur, explorateur et administrateur colonial rioplatense. 
Doté de grandes qualités d’officier et d’administrateur, il fut nommé gouverneur intendant (teniente de gobernador) d’Asunción, fonction qu’il exerça de 1592 à 1594, tout en occupant aussi, à partir de 1593 (à l’issue d’une période de vacance de deux années), le poste de gouverneur suppléant du gouvernorat du Río de la Plata et du Paraguay ; plus tard, il remplira trois mandats successifs comme gouverneur (titulaire cette fois) du Río de la Plata et du Paraguay, de 1596 à 1618, jusqu’à ce que, à cette dernière date, le gouvernorat fut divisé, par voie de cédule royale, et sur sollicitation d’Hernandarias lui-même, en ses deux composantes territoriales, Río de la Plata et Paraguay. 
Auparavant, accompagnant alors le futur gouverneur intendant Alonso de Vera y Aragón y Calderón, il avait été citoyen fondateur de la ville de Concepción de Buena Esperanza, dans la région du Chaco Austral, dont ensuite, en 1585, il était devenu le premier alcade. 
En 1588, il fut également nommé, à titre intérimaire, premier gouverneur intendant de Corrientes, puis remplit cette même fonction dans l'intendance de Santa Fe de 1594 à 1596.
Hernandarias eut cette particularité notable d’avoir été le premier natif d’Amérique (et non né sur le sol espagnol) à occuper une charge gouvernante dans une subdivision de l’Empire espagnol. Il était le fils de Martín Suárez de Toledo, gouverneur intendant d’Asunción et gouverneur suppléant du Río de la Plata et du Paraguay, et le gendre de Juan de Garay, fondateur des villes de Santa Fe et de Buenos Aires, qui fut le premier gouverneur intendant de Santa Fe, puis d’Asunción et finalement gouverneur titulaire.

## Biographie

### Origines et relations familiales
Hernandarias de Saavedra naquit en 1561 dans la ville d’Asunción, capitale du gouvernorat du Río de la Plata et du Paraguay, lequel faisait partie alors de la grande vice-royauté du Pérou. Deuxième né de sa fratrie, il eut pour père légitime l’hispano-andalou Martín Suárez de Toledo II y Saavedra (né à Séville en 1520), qui, homonyme de son grand-père maternel et descendant de l’antique lignée des seigneurs de Saavedra, était un officier de l’adelantado Álvar Núñez Cabeza de Vaca, en compagnie duquel il se rendit en Amérique du sud en 1542, et occupa entre 1572 et 1574 le poste de gouverneur suppléant du Río de la Plata et du Paraguay ;  Hernandarias eut pour mère María de Sanabria Calderón, épouse de Martín Suárez de Toledo depuis 1558, fruit des secondes noces du riche adelantado hispano-estrémègne Juan de Sanabria e Hinojosa (né à Medellín vers 1482, décédé ibidem en 1549) et de Mencia Calderón Ocampo, jeune et entreprenante femme de Nouvelle-Castille, née vers 1515 à Arroyomolinos, qui, veuve déjà, fit de son beau-fils Diego de Sanabria le successeur pour deux vies du titre d’adelantado et organisa ainsi le voyage pour le Río de la Plata des premières femmes hidalgas du nouveau monde,.
D’autre part, il était le frère aîné de Martín Suárez de Toledo III, qui épousa Francisca de Moscoso y de la Vega, fille du métis Gome Suárez de Figueroa y de la Vega, petite-fille de la princesse inca Isabel Chimpu Ocllo et arrière-arrière-petite-fille de l’empereur  inca Túpac Yupanqui.
Il avait cinq autres sœurs, qui allaient adopter chacune l’un des différents patronymes de leurs quatre grands-pères et grands-mères ; ce sont, successivement : l’aînée Inés Suárez de Toledo,, née à Asunción en 1560, mariée avec le général Alonso de Escobar, (Asunción, 1545 ― mort en 1591), qui fut l’un des premiers colons résidents (primeros vecinos) de Buenos Aires et regidor du cabildo de cette ville en 1580 ; la quatrième sœur, Beatriz Suárez de Figueroa, convolée en secondes noces avec le général Diego González de Santa Cruz, né à Asunción en 1565, frère du saint jésuite Roque González de Santa Cruz et fils du greffier (escribano) hispano-léonais de la ville d’Asunción, Bartolomé González de Villaverde ; Ana Ocampo de Saavedra, qui contracta mariage avec Antonio de Añasco Melgarejo, né à Séville en 1558 ; l’avant-dernière sœur Juana de Saavedra y Sanabria, mariée au général Juan de Garay le Légitime, fils du gouverneur homonyme du Río de la Plata et du Paraguay, de qui elle aura sept enfants ; et enfin, la sœur cadette, septième de la fratrie, Francisca Suárez de Figueroa, également citée comme Francisca de Saavedra dans la documentation, qui épousa en 1615 le général Francisco González de Santa Cruz , frère des précédents et de Mariana González de Santa Cruz, née à Asunción vers 1570 et femme depuis 1587 de Francisco García Romero, lequel fut successivement alcade (alcalde) et gouverneur intendant (teniente de gobernador) de Buenos Aires et de Concepción, puis à partir de 1589 gouverneur intendant d’Asunción, de Corrientes et de Concepción del Bermejo.
Hernandarias eut en outre trois frères et sœurs utérins, dont l’un deviendra le frère franciscain Hernando de Trejo y Sanabria Calderón, qui naquit à San Francisco, dans l’actuel Brésil, en 1554, unique personne née dans cette localité fondée par son père en 1553 (et qui devait durer jusqu’en 1555), sera nommé évêque de Tucumán, et mourra dans le gouvernorat du Tucumán en 1614.

### Militaire explorateur et gouverneur intendant d’Asunción
Hernandarias s’engagea de bonne heure dans la carrière militaire et prit part à de nombreuses expéditions d’exploration et de conquête dans les actuels territoires du Paraguay et de l’Argentine, participant en particulier à la fondation par Alonso Vera y Aragón de la ville de Concepción del Bermejo le 14 avril 1585, dans la région du Chaco Austral, du cabildo de laquelle il fut le premier alcade.
Ses dons d’officier et d’administrateur le firent nommer le 13 juillet 1592, à l’âge de seulement 30 ans, gouverneur intendant d’Asunción, poste qu’il occupera jusqu’à 1594, tout en remplissant en même temps, à partir de 1593, à l’issue d’une période de vacance de ce poste de deux années, l’office de gouverneur suppléant du Río de la Plata et du Paraguay. Ensuite, en 1596, il sera pendant trois mandats successifs titulaire de la charge de gouverneur rioplatense.

### Gouverneur du Río de la Plata et du Paraguay
En 1596, Hernandarias fut nommé gouverneur du Río de la Plata et du Paraguay, et sera le premier criollo (Espagnol né aux Amériques, non sur le sol espagnol) à exercer une telle fonction. Il assumera cette charge jusqu’en 1599, date à laquelle lui succédera Diego Rodríguez Valdez y de la Banda. Lorsque celui-ci mourut, le 20 décembre 1600, dans la ville de Santa Fe, ce sera, l’année suivante en janvier, son suppléant et gouverneur intendant général d’Asunción, Francés de Beaumont y Navarra, arrivé en Amérique du sud en 1598 conjointement avec Rodríguez Valdez, qui assumera la fonction de gouverneur. À la fin de 1601, conformément au vote des conquistadores, Hernandarias fut élu gouverneur intérimaire, et sera, quoique Beaumont n’acceptât pas de ceder le pouvoir, reconnu par voie d’une real provisión du 1er août 1602 gouverneur du Río de la Plata et du Paraguay, office qu’il occupera jusqu’en 1609.

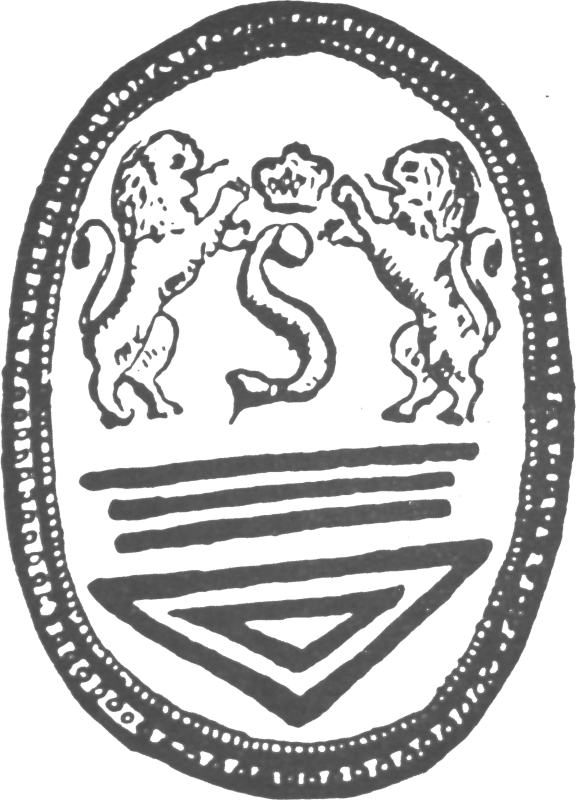
Sceau utilisé par Hernandarias.

Durant son mandat, il prit, pour stimuler la croissance de ce qui n’était alors encore que la petite bourgade portuaire de Buenos Aires, une batterie de mesures, parmi lesquelles la mise en place des premières écoles primaires, la création de fours à briques et à tuiles, pour remplacer la construction en adobe, et la réédification du fortin qui devait garantir la ville des pirates. En outre, réagissant au pillage et saccage par des corsaires anglais le 18 mars 1607 de deux vaisseaux amarrés, il ordonna la construction d’une tour défensive sise à l’embouchure de la rivière Riachuelo, située dans l’actuelle Vuelta de Rocha, dans la proche banlieue sud-est de Buenos Aires. Il prit aussi des mesures contre le trafic illégal qui enfreignait l’interdiction du commerce des fruits du pays et d’esclaves noirs.

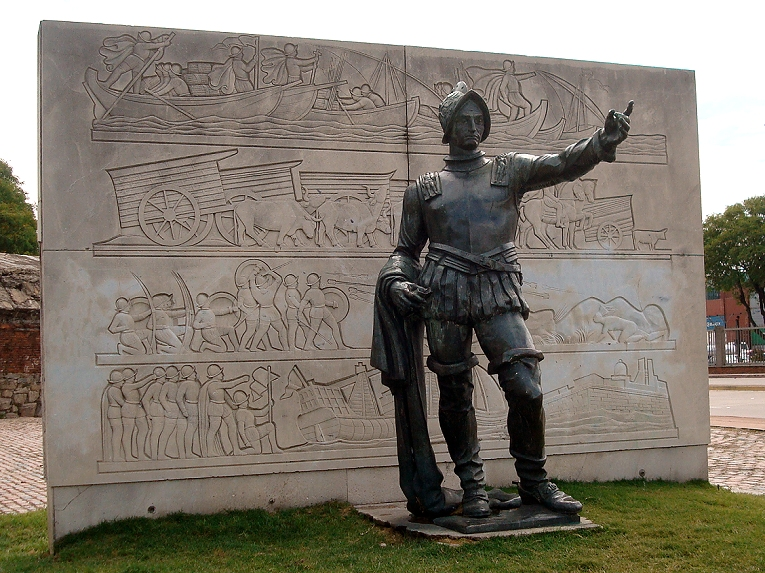
Monument à Hernandarias sur la Rambla 25 de agosto de 1825, à Montevideo, Uruguay.

Alors qu’il était gouverneur du Río de la Plata, Hernandarias entreprit plusieurs voyages d’exploration, notamment des expéditions vers l’Uruguay et le Brésil afin de contenir les bandeirantes portugais et vérifier la navigabilité des rivières, ainsi que des expéditions en Patagonie pour y chercher la mythique cité des Césars. Lors de cette dernière expédition, qui eut lieu en 1604 et se solda par un véritable échec, Hernandarias fut capturé par les indigènes tehuelches près de 1000 km au sud de Buenos Aires, mais réussit à s’échapper vivant.
En 1603, il modifia la législation sur le travail des indigènes, dans le sens d’une suppression des systèmes de corvées et de travaux obligatoires, dénommés mita et encomienda, par lesquels les colonisateurs espagnols pouvaient utiliser de la main-d’œuvre indigène, en contrepartie de l’obligation d’évangéliser les travailleurs, obligation qu’en pratique on négligeait de remplir, et obtint l’approbation de cette réforme de la part du roi Philippe III. 

#### Les missions jésuites du Paraguay
En 1608 fut décidée la création des réductions jésuites et franciscaines dans la région du Guairá, dans l’actuel État brésilien du Paraná. Le Río de la Plata, dépourvu de ressources minières, peuplé d’indigènes en général assez peu soumis, et mal relié à la métropole ou aux grands centres de richesse de la colonie, occupait une position absolument marginale au sein de l’Empire espagnol. Buenos Aires, fondée une première fois en 1536, mais incapable de résister à la pression indigène, dut être abandonnée quelques années plus tard. Les foyers de peuplement existants n’étaient guère plus que des hameaux perdus au milieu des bois, cernés d’une palissade et redoutant à tout moment une attaque indienne. Dans certaines régions particulièrement isolées, comme le Guairá, la colonisation espagnole tendait même à rétrocéder, devant la résistance efficace des indigènes, alors galvanisés par une série de mouvements messianiques. Hernandarias, s’étant avisé de l’impossibilité de procéder à une conquête classique de ces vastes territoires, résolut de mettre en œuvre un nouveau mode de colonisation, inspiré des franciscains, qui avaient déjà obtenu de bons résultats sur ce plan. En 1604, il fit en sorte que fût établie la province jésuitique du Paraguay, indépendante de celles du Pérou et du Brésil, comprenant le Río de la Plata et le Chili, et fit bientôt venir de Lima un premier contingent de jésuites. Le supérieur provincial de cette province ecclésiastique, Diego de Torres Bollo, homme de grande expérience dans les relations avec les indigènes, avait pris conscience de la difficulté de mener à bien un projet missionnaire chez des populations assujetties à l’encomienda, et s’employa avec vigueur à dénoncer dans sa province récemment fondée les systèmes de domination des indigènes, postulant que les réductions jésuitiques et les encomiendas étaient des systèmes incompatibles ; ses premières mesures consisteront à libérer les indigènes assignés à la Compagnie et à s’assurer, pour les missions à fonder, un certain degré d’autonomie permettant de soustraire leur fonctionnement au reste de la société coloniale. À l’unisson des franciscains et d’Hernandarias, pour qui les missions devaient servir de correcteurs aux abus des encomenderos, les jésuites vont opposer missions et encomiendas comme deux manières antithétiques de concevoir la colonisation, les réductions indiennes devant permettre en effet l’instauration d’un nouvel ordre social chrétien, sciemment maintenu à l’écart de la pratique dominante.

#### Les ordonnances de Francisco de Alfaro
En 1612, le visiteur colonial Francisco de Alfaro déclara libres d’encomienda les Indiens convertis par les jésuites, et dicta ses célèbres ordonnances, qui s’énumèrent comme suit :
- Suppression du travail servile des peuples aborigènes.
- Interdiction du transfert des Indiens à plus d’une lieue de distance de leur résidence habituelle et obligation de réinstaller dans leur lieu d’origine ceux qui auraient été transférés d’une encomienda à une autre.
- Annulation de tout achat ou vente de femme indigène.
- Liberté pour les Indiens de choisir tel patron, sans s’engager à le servir pendant plus d’une année.
- Payement d’une taxe annuelle de cinq pesos, soit quarante réaux, dont on pouvait s’acquitter sous forme de produits de la terre ou d’un mois de travail, et du recouvrement de laquelle se chargerait un haut magistrat ou un alcade.
- Formation de peuples indigènes dirigés par un alcade issu de la même ethnie.
- Réglementation de la mita, disposant notamment que la rémunération ne pouvait être versée en nature, mais en espèces métalliques.

En pratique, les ordonnances d’Alfaro ne furent pas appliquées, en raison de l’opposition des marchands espagnols, mais aussi, dans certains cas, des Indiens eux-mêmes. 
Le 3 mai 1615, Hernandarias se vit conférer à nouveau le titre de gouverneur et le 16 mai de la même année nomma gouverneur intendant de Santa Fe son propre beau-frère, Juan de Garay, dit le Légitime. Pendant ce dernier mandat, il se voua à l’organisation intérieure du gouvernorat du Río de la Plata et du Paraguay et s’appliqua à faire appliquer strictement les règlements de 1612 de l’auditeur Alfaro, lesquels fixaient les droits et devoirs coloniaux des indigènes. Il s’employa également à défendre le territoire sous sa tutelle, entre autres en neutralisant la menace que faisait peser un certain corsaire hollandais, qui avait déjà désolé la ville de Buenos Aires. 
D’autre part, il entreprit, par l’entremise de son mandataire Manuel de Frías, ancien gouverneur intendant de Buenos Aires, des démarches auprès du roi Philippe III, pour attirer l’attention du monarque sur l’étendue excessivement grande du territoire du gouvernorat. En réponse fut édictée la cédule royale du 16 décembre 1617, qui portait que l’intendance d’Asunción ainsi que celles de Santiago de Jerez et du Guairá — qui englobait les bourgs de Villa Rica del Espíritu Santo et de Ciudad Real (tous deux en ruines aujourd'hui) — formeraient désormais le nouveau gouvernorat du Paraguay, et que les intendances restantes de l’ancien gouvernorat du Río de la Plata-Paraguay, savoir : celles de Buenos Aires (avec la Bande Orientale, incluant l’actuel État brésilien du Rio Grande do Sul), de Santa Fe, de Corrientes et de Concepción del Bermejo, seraient réunies et désignées par le nom administratif de gouvernorat du Río de la Plata. Hernandarias mit en œuvre cette recomposition territoriale et remit son mandat le 17 mai 1618. Le 22 avril de cette même année, Manuel de Frías fut nommé comme le premier gouverneur du Río de la Plata, mais ne sera pas en exercice du pouvoir avant le 21 octobre 1621, et remplacé temporairement par Pedro Hurtado de Mendoza.

### Introduction du bétail bovin dans la Bande Orientale
Après avoir parcouru le territoire actuel de l’Uruguay pendant quelques mois, Hernadarias se rendit à Buenos Aires, d’où il communiqua ses observations au  roi d’Espagne, décrivant les terres sises à l’est du fleuve Uruguay comme fort bonnes et recommandant qu’on y fît paître du bétail, ce qui permettrait, estima-t-il, de faire en peu d’années prospérer abondamment ces terres. En accord avec la recommandation qu’il avait envoyée au roi, il entreprit quelques années plus tard un nouveau voyage vers ce qui sera ultérieurement appelé la Bande Orientale, transportant avec lui un important troupeau de bétail bovin, qu’il lâcha sur ce territoire. Ce fait fut à l’origine, en partie, d’une prospère activité d’élevage, et par là l’une des raisons déterminantes de la colonisation effective du territoire actuel de l’Uruguay, que les Espagnols avaient jusque-là négligé de peupler.
Dans l’historiographie classique, Hernandarias est considéré comme le père de la boviculture uruguayenne, bien qu’il existe une autre origine, plus importante encore peut-être, que furent les vacheries jésuites. Différents auteurs s’accordent pour penser qu’il y avait déjà, vers 1630, du bétail au nord du Río Negro, en provenance de San Juan de Vera de las Siete Corrientes et des missions jésuites de Santa Teresa, de San Miguel et de Jesús María (dans l’actuel État brésilien du Rio Grande do Sul), et que le bétail que garnissait massivement le territoire oriental et qui sera la base de la Vaquería del Mar (réserve de bétail bovin, sans enclos et sans surveillance), entre les bassins-versants des fleuves Tacuarí et Cebollatí, dérivait de cette source et non du bétail introduit par Hernandarias sur les rivages du fleuve Uruguay.
L’abondance du bétail bovin, qui put vivement se reproduire grâce aux conditions favorables des pâtures sur le territoire concerné, suscita, venant du nord, à partir du Brésil, les incursions de Portugais, ainsi que l’établissement furtif de campements de braconniers, désireux d’obtenir du cuir, qui au début était le seul produit tiré de ce bétail. Celui-ci en outre détermina les Portugais à fonder plus tard Colonia del Sacramento et le gouvernement espagnol à fonder Montevideo.

### Dernières années et mort
Le premier gouverneur du Río de la Plata, Diego de Góngora, à peine était-il entré en fonction, qu’il ordonna l’arrestation d’Hernandarias et la confiscation de ses biens, cela en rapport avec le réseau de contrebande dirigé par le Sévillan Juan de Vergara et par le Portugais Diego de Vega, avec lesquels Góngora était en étroite alliance dès avant son départ d’Espagne et que Hernandarias avait poursuivis et expulsés de la ville. De fait, à l’exception d’Hernandarias, presque tous les gouverneurs de l’époque avait partie liée, à des degrés plus ou moins élevés, avec le trafic illégal.
Il s’était retiré à Santa Fe, lorsqu’en 1627, le nouveau gouverneur Céspedes tenta une nouvelle fois d’incarcérer et de mettre à mort Juan de Vergara, mais se vit contrarié par l’évêque lui-même, le frère carme Pedro Carranza, cousin de Vergara, qui fit forcer la prison et libérer ce dernier, puis alla jusqu’à excommunier le gouverneur, ce qui eut pour effet de lui aliéner ses troupes. Céspedes fit appel à Hernandarias, lequel, mandaté par l’audiencia de Charcas, se rendit de Santa Fe à Buenos Aires, où il contraignit l’évêque Carranza de lever l’excommunication et fit passer Vergara en jugement loin du diocèse de son cousin.
Plus tard, Hernandarias sera sollicité à nouveau pour affronter des troubles, ce qui lui valut de garder son influence dans la politique locale, en même temps que le respect de la part de ses administrés et que la haine des autres.
Hernando Arias de Saavedra s’éteignit dans la ville de Santa Fe, en 1634, à l’âge de 72 ans, et laissa trois filles. Sa veuve, mieux connue sous le nom de Jerónima de Contreras, fera don, déjà fort âgée, le 5 octobre 1642, de la statue de la vierge qui est conservée au couvent Saint-François de cette même ville.

## Mariage et descendance
Hernando Arias de Saavedra avait contracté mariage en 1582 avec Jerónima de Garay y Becerra Contreras, ou simplemente Jerónima de Contreras, sœur de son beau-frère Juan de Garay, (Santa Cruz la Vieja, vers 1564 ― Santa Fe la Vieja, 1649), une des filles de Juan de Garay et d'Isabel de Becerra y Contreras Mendoza, avec qui il eut trois filles :
- Jerónima de Saavedra[32] (née vers 1584 ― décédée avant 1643), qui mourut célibataire[33].
- Isabel de Saavedra y Garay Becerra[32] (née vers 1590), qui épousa son cousin côté maternel Jerónimo Luis de Cabrera II y Garay[33] (Córdoba, 1586 ― ibidem, 1662), petit-fils de Juan de Garay Ochandiano y Mendieta Zárate et de Jerónimo Luis de Cabrera I Zúñiga y de Toledo, et arrière-petit-fils de Gonzalo Martel de la Puente y Guzmán[34],[35] (Séville, 1500 ― Villa de Parra, Estrémadure, 1569), qui avait été le XIIe seigneur d’Almonaster et gouverneur de Tierra Firme, et de sa femme Francisca de Mendoza y de los Ríos[34],[35] (Cordoue, 1502 ― Almonaster la Real, 1567), descendante de la Casa del Infantado, et qui sera le prochain gouverneur du Río de la Plata en 1642, de Chucuito en 1646, et du Tucumán en 1659. Isabel et Jerónimo eurent au moins quatro enfants documentés : le maître de camp Jerónimo Luis de Cabrera III y Saavedra (Córdoba, 1612 ― ibidem, 1699), qui fut gouverneur de Chucuito et lieutenant ou commandant de Salta, d’Esteco Nueva et de Jujuy, et qui épousera Antonia de Carvajal Velasco[36], une petite-fille côté maternel de Juan Ramírez de Velasco, qui avait été gouverneur du Tucumán et du Río de la Plata et Paraguay, de qui il eut sept successeurs, à savoir l’aîné José de Cabrera Velasco[37], qui deviendra gouverneur intendant de Córdoba, ensuite ses autres fils, Andrés (né en 1613), Francisco Luis, et Juan de Cabrera Saavedra, qui épousera María Ignacia de Figueroa.
- María de Sanabria Saavedra y Garay[32],[38] (née vers 1596), qui s’allia avec le gouverneur de Chucuito Miguel Jerónimo Luis de Cabrera III y Villarroel[39],[40] (né à Córdoba), petit-fils du gouverneur intendant du Tucumán Diego de Villarroel[41], fondateur de la ville homonyme à Ibatín, le premier site de celle-ci, et cousin de son homonyme Miguel Jerónimo Luis de Cabrera II y Martel, et d’autre part arrière-petit-fils du IIe seigneur de la Torre de Palencia, Miguel Jerónimo Luis de Cabrera y Zúñiga[42], qui fut chevalier de Santiago et commandeur de Mures et de Benazuza, et qui deviendra ensuite corregidor, officier de justice majeure, alcade et gouverneur intendant de Córdoba[43], et qui était cousin du susmentionné Jerónimo Luis II, qui de son côté était le mari de sa belle-sœur. De l’union de María et de Miguel naquirent six enfants : l’aînée Juana de Cabrera y Sanabria Saavedra (1622 ― 1656), qui se maria à Córdoba en 1643 avec Pedro de Herrera y Velasco[44] (Santiago del Estero, 1618 ― 1660), petit-fils maternel du gouverneur Juan Ramírez de Velasco, fondateur de la ville de La Rioja en 1591, et cousin d’Antonia, déjà citée, et de qui elle aura huit enfants ; ensuite, la deuxième-née Catalina, qui se fit religieuse, Pedro Luis, Jerónima, José, et la cadette, María de Cabrera y Sanabria.

## Ascendance
| \| \| \| \| \| \| \| \| \| \| \| \| \| \| \| \| \| \| \| \| 16. Gonzalo Arias de Saavedra, I señor de Zahara \| \| \| \| \| \| \| \| \| \| \| \| \| \| \| \| \| \| \| \| \| \| \| \| \| \| \| \| \| \| \| \| \| \| \| \| \| \| \| \| \| \| \| \| \| \| \| \| \| \| \| \| \| \| 8. Fernán Arias de Saavedra, II señor de Zahara \| \| \| \| \| \| \| \| \| \| \| \| \| \| \| \| \| \| \| \| \| \| \| \| \| \| \| \| \| \| \| \| \| \| \| \| \| \| \| \| \| \| \| \| \| \| \| \| \| \| \| \| \| \| 17. Inés Pérez de Ribera \| \| \| \| \| \| \| \| \| \| \| \| \| \| \| \| \| \| \| \| \| \| \| \| \| \| \| \| \| \| \| \| \| \| \| \| \| \| \| \| \| \| \| \| \| \| \| \| \| \| \| \| \| \| 4. Hernando Arias de Saavedra, correo mayor de Sevilla \| \| \| \| \| \| \| \| \| \| \| \| \| \| \| \| \| \| \| \| \| \| \| \| \| \| \| \| \| \| \| \| \| \| \| \| \| \| \| \| \| \| \| \| \| \| \| \| \| \| \| \| \| \| 18. Pedro Fernández Marmolejo, señor de Torrijos \| \| \| \| \| \| \| \| \| \| \| \| \| \| \| \| \| \| \| \| \| \| \| \| \| \| \| \| \| \| \| \| \| \| \| \| \| \| \| \| \| \| \| \| \| \| \| \| \| \| \| \| \| \| 9. Juana de Mendoza y Marmolejo, VI señora de Alcalá de Juana de Orta \| \| \| \| \| \| \| \| \| \| \| \| \| \| \| \| \| \| \| \| \| \| \| \| \| \| \| \| \| \| \| \| \| \| \| \| \| \| \| \| \| \| \| \| \| \| \| \| \| \| \| \| \| \| 19. Leonor Rodríguez de Esquivel Mendoza, V señora de Alcalá de Juana de Orta \| \| \| \| \| \| \| \| \| \| \| \| \| \| \| \| \| \| \| \| \| \| \| \| \| \| \| \| \| \| \| \| \| \| \| \| \| \| \| \| \| \| \| \| \| \| \| \| \| \| \| \| \| \| 2. Martín II Suárez de Toledo y Saavedra, XI gobernador del Río de la Plata y del Paraguay \| \| \| \| \| \| \| \| \| \| \| \| \| \| \| \| \| \| \| \| \| \| \| \| \| \| \| \| \| \| \| \| \| \| \| \| \| \| \| \| \| \| \| \| \| \| \| \| \| \| \| \| \| \| 20. N. de Toledo \| \| \| \| \| \| \| \| \| \| \| \| \| \| \| \| \| \| \| \| \| \| \| \| \| \| \| \| \| \| \| \| \| \| \| \| \| \| \| \| \| \| \| \| \| \| \| \| \| \| \| \| \| \| 10. Martín Suárez de Toledo y Figueroa \| \| \| \| \| \| \| \| \| \| \| \| \| \| \| \| \| \| \| \| \| \| \| \| \| \| \| \| \| \| \| \| \| \| \| \| \| \| \| \| \| \| \| \| \| \| \| \| \| \| \| \| \| \| 21. N. de Figueroa \| \| \| \| \| \| \| \| \| \| \| \| \| \| \| \| \| \| \| \| \| \| \| \| \| \| \| \| \| \| \| \| \| \| \| \| \| \| \| \| \| \| \| \| \| \| \| \| \| \| \| \| \| \| 5. Beatriz Suárez de Figueroa y Moscoso \| \| \| \| \| \| \| \| \| \| \| \| \| \| \| \| \| \| \| \| \| \| \| \| \| \| \| \| \| \| \| \| \| \| \| \| \| \| \| \| \| \| \| \| \| \| \| \| \| \| \| \| \| \| 22. N. de Moscoso \| \| \| \| \| \| \| \| \| \| \| \| \| \| \| \| \| \| \| \| \| \| \| \| \| \| \| \| \| \| \| \| \| \| \| \| \| \| \| \| \| \| \| \| \| \| \| \| \| \| \| \| \| \| 11. Francisca de Moscoso y Ribera \| \| \| \| \| \| \| \| \| \| \| \| \| \| \| \| \| \| \| \| \| \| \| \| \| \| \| \| \| \| \| \| \| \| \| \| \| \| \| \| \| \| \| \| \| \| \| \| \| \| \| \| \| \| 23. N. de Ribera \| \| \| \| \| \| \| \| \| \| \| \| \| \| \| \| \| \| \| \| \| \| \| \| \| \| \| \| \| \| \| \| \| \| \| \| \| \| \| \| \| \| \| \| \| \| \| \| \| \| \| \| \| \| 1. Hernando Arias de Saavedra \| \| \| \| \| \| \| \| \| \| \| \| \| \| \| \| \| \| \| \| \| \| \| \| \| \| \| \| \| \| \| \| \| \| \| \| \| \| \| \| \| \| \| \| \| \| \| \| \| \| \| \| \| \| 24. N. de Sanabria \| \| \| \| \| \| \| \| \| \| \| \| \| \| \| \| \| \| \| \| \| \| \| \| \| \| \| \| \| \| \| \| \| \| \| \| \| \| \| \| \| \| \| \| \| \| \| \| \| \| \| \| \| \| 12. Diego Rodríguez de Sanabria \| \| \| \| \| \| \| \| \| \| \| \| \| \| \| \| \| \| \| \| \| \| \| \| \| \| \| \| \| \| \| \| \| \| \| \| \| \| \| \| \| \| \| \| \| \| \| \| \| \| \| \| \| \| 25. NN. \| \| \| \| \| \| \| \| \| \| \| \| \| \| \| \| \| \| \| \| \| \| \| \| \| \| \| \| \| \| \| \| \| \| \| \| \| \| \| \| \| \| \| \| \| \| \| \| \| \| \| \| \| \| 6. Juan de Sanabria e Hinojosa \| \| \| \| \| \| \| \| \| \| \| \| \| \| \| \| \| \| \| \| \| \| \| \| \| \| \| \| \| \| \| \| \| \| \| \| \| \| \| \| \| \| \| \| \| \| \| \| \| \| \| \| \| \| 26. N. de Hinojosa \| \| \| \| \| \| \| \| \| \| \| \| \| \| \| \| \| \| \| \| \| \| \| \| \| \| \| \| \| \| \| \| \| \| \| \| \| \| \| \| \| \| \| \| \| \| \| \| \| \| \| \| \| \| 13. María Alonso de Hinojosa \| \| \| \| \| \| \| \| \| \| \| \| \| \| \| \| \| \| \| \| \| \| \| \| \| \| \| \| \| \| \| \| \| \| \| \| \| \| \| \| \| \| \| \| \| \| \| \| \| \| \| \| \| \| 27. NN. \| \| \| \| \| \| \| \| \| \| \| \| \| \| \| \| \| \| \| \| \| \| \| \| \| \| \| \| \| \| \| \| \| \| \| \| \| \| \| \| \| \| \| \| \| \| \| \| \| \| \| \| \| \| 3. María de Sanabria Calderón \| \| \| \| \| \| \| \| \| \| \| \| \| \| \| \| \| \| \| \| \| \| \| \| \| \| \| \| \| \| \| \| \| \| \| \| \| \| \| \| \| \| \| \| \| \| \| \| \| \| \| \| \| \| 14. N. Calderón \| \| \| \| \| \| \| \| \| \| \| \| \| \| \| \| \| \| \| \| \| \| \| \| \| \| \| \| \| \| \| \| \| \| \| \| \| \| \| \| \| \| \| \| \| \| \| \| \| \| \| \| \| \| 7. Mencia Calderón Ocampo "la Adelantada" \| \| \| \| \| \| \| \| \| \| \| \| \| \| \| \| \| \| \| \| \| \| \| \| \| \| \| \| \| \| \| \| \| \| \| \| \| \| \| \| \| \| \| \| \| \| \| \| \| \| \| \| \| \| 15. N. Ocampo \| \| \| \| \| \| \| \| \| \| \| \| \| \| \| \| \| \| \| \| \| \| \| \| \| \| \| \| \| \| \| \| \| \| \| \| \| \| \| \| \| \| \| \| \| \| \| \| \| \| \| \| |                                                                                            |  |  |  |  |  |  |  |  |  |  |  |  |  |  |  |
| |                                                                                            |  |  |  |  |  |  |  |  |  |  |  |  |  |  |  |
| | 16. Gonzalo Arias de Saavedra, I señor de Zahara                                           |  |  |  |  |  |  |  |  |  |  |  |  |  |  |  |
| |                                                                                            |  |  |  |  |  |  |  |  |  |  |  |  |  |  |  |
| |                                                                                            |  |  |  |  |  |  |  |  |  |  |  |  |  |  |  |
| | 8. Fernán Arias de Saavedra, II señor de Zahara                                            |  |  |  |  |  |  |  |  |  |  |  |  |  |  |  |
| |                                                                                            |  |  |  |  |  |  |  |  |  |  |  |  |  |  |  |
| |                                                                                            |  |  |  |  |  |  |  |  |  |  |  |  |  |  |  |
| | 17. Inés Pérez de Ribera                                                                   |  |  |  |  |  |  |  |  |  |  |  |  |  |  |  |
| |                                                                                            |  |  |  |  |  |  |  |  |  |  |  |  |  |  |  |
| |                                                                                            |  |  |  |  |  |  |  |  |  |  |  |  |  |  |  |
| | 4. Hernando Arias de Saavedra, correo mayor de Sevilla                                     |  |  |  |  |  |  |  |  |  |  |  |  |  |  |  |
| |                                                                                            |  |  |  |  |  |  |  |  |  |  |  |  |  |  |  |
| |                                                                                            |  |  |  |  |  |  |  |  |  |  |  |  |  |  |  |
| | 18. Pedro Fernández Marmolejo, señor de Torrijos                                           |  |  |  |  |  |  |  |  |  |  |  |  |  |  |  |
| |                                                                                            |  |  |  |  |  |  |  |  |  |  |  |  |  |  |  |
| |                                                                                            |  |  |  |  |  |  |  |  |  |  |  |  |  |  |  |
| | 9. Juana de Mendoza y Marmolejo, VI señora de Alcalá de Juana de Orta                      |  |  |  |  |  |  |  |  |  |  |  |  |  |  |  |
| |                                                                                            |  |  |  |  |  |  |  |  |  |  |  |  |  |  |  |
| |                                                                                            |  |  |  |  |  |  |  |  |  |  |  |  |  |  |  |
| | 19. Leonor Rodríguez de Esquivel Mendoza, V señora de Alcalá de Juana de Orta              |  |  |  |  |  |  |  |  |  |  |  |  |  |  |  |
| |                                                                                            |  |  |  |  |  |  |  |  |  |  |  |  |  |  |  |
| |                                                                                            |  |  |  |  |  |  |  |  |  |  |  |  |  |  |  |
| | 2. Martín II Suárez de Toledo y Saavedra, XI gobernador del Río de la Plata y del Paraguay |  |  |  |  |  |  |  |  |  |  |  |  |  |  |  |
| |                                                                                            |  |  |  |  |  |  |  |  |  |  |  |  |  |  |  |
| |                                                                                            |  |  |  |  |  |  |  |  |  |  |  |  |  |  |  |
| | 20. N. de Toledo                                                                           |  |  |  |  |  |  |  |  |  |  |  |  |  |  |  |
| |                                                                                            |  |  |  |  |  |  |  |  |  |  |  |  |  |  |  |
| |                                                                                            |  |  |  |  |  |  |  |  |  |  |  |  |  |  |  |
| | 10. Martín Suárez de Toledo y Figueroa                                                     |  |  |  |  |  |  |  |  |  |  |  |  |  |  |  |
| |                                                                                            |  |  |  |  |  |  |  |  |  |  |  |  |  |  |  |
| |                                                                                            |  |  |  |  |  |  |  |  |  |  |  |  |  |  |  |
| | 21. N. de Figueroa                                                                         |  |  |  |  |  |  |  |  |  |  |  |  |  |  |  |
| |                                                                                            |  |  |  |  |  |  |  |  |  |  |  |  |  |  |  |
| |                                                                                            |  |  |  |  |  |  |  |  |  |  |  |  |  |  |  |
| | 5. Beatriz Suárez de Figueroa y Moscoso                                                    |  |  |  |  |  |  |  |  |  |  |  |  |  |  |  |
| |                                                                                            |  |  |  |  |  |  |  |  |  |  |  |  |  |  |  |
| |                                                                                            |  |  |  |  |  |  |  |  |  |  |  |  |  |  |  |
| | 22. N. de Moscoso                                                                          |  |  |  |  |  |  |  |  |  |  |  |  |  |  |  |
| |                                                                                            |  |  |  |  |  |  |  |  |  |  |  |  |  |  |  |
| |                                                                                            |  |  |  |  |  |  |  |  |  |  |  |  |  |  |  |
| | 11. Francisca de Moscoso y Ribera                                                          |  |  |  |  |  |  |  |  |  |  |  |  |  |  |  |
| |                                                                                            |  |  |  |  |  |  |  |  |  |  |  |  |  |  |  |
| |                                                                                            |  |  |  |  |  |  |  |  |  |  |  |  |  |  |  |
| | 23. N. de Ribera                                                                           |  |  |  |  |  |  |  |  |  |  |  |  |  |  |  |
| |                                                                                            |  |  |  |  |  |  |  |  |  |  |  |  |  |  |  |
| |                                                                                            |  |  |  |  |  |  |  |  |  |  |  |  |  |  |  |
| | 1. Hernando Arias de Saavedra                                                              |  |  |  |  |  |  |  |  |  |  |  |  |  |  |  |
| |                                                                                            |  |  |  |  |  |  |  |  |  |  |  |  |  |  |  |
| |                                                                                            |  |  |  |  |  |  |  |  |  |  |  |  |  |  |  |
| | 24. N. de Sanabria                                                                         |  |  |  |  |  |  |  |  |  |  |  |  |  |  |  |
| |                                                                                            |  |  |  |  |  |  |  |  |  |  |  |  |  |  |  |
| |                                                                                            |  |  |  |  |  |  |  |  |  |  |  |  |  |  |  |
| | 12. Diego Rodríguez de Sanabria                                                            |  |  |  |  |  |  |  |  |  |  |  |  |  |  |  |
| |                                                                                            |  |  |  |  |  |  |  |  |  |  |  |  |  |  |  |
| |                                                                                            |  |  |  |  |  |  |  |  |  |  |  |  |  |  |  |
| | 25. NN.                                                                                    |  |  |  |  |  |  |  |  |  |  |  |  |  |  |  |
| |                                                                                            |  |  |  |  |  |  |  |  |  |  |  |  |  |  |  |
| |                                                                                            |  |  |  |  |  |  |  |  |  |  |  |  |  |  |  |
| | 6. Juan de Sanabria e Hinojosa                                                             |  |  |  |  |  |  |  |  |  |  |  |  |  |  |  |
| |                                                                                            |  |  |  |  |  |  |  |  |  |  |  |  |  |  |  |
| |                                                                                            |  |  |  |  |  |  |  |  |  |  |  |  |  |  |  |
| | 26. N. de Hinojosa                                                                         |  |  |  |  |  |  |  |  |  |  |  |  |  |  |  |
| |                                                                                            |  |  |  |  |  |  |  |  |  |  |  |  |  |  |  |
| |                                                                                            |  |  |  |  |  |  |  |  |  |  |  |  |  |  |  |
| | 13. María Alonso de Hinojosa                                                               |  |  |  |  |  |  |  |  |  |  |  |  |  |  |  |
| |                                                                                            |  |  |  |  |  |  |  |  |  |  |  |  |  |  |  |
| |                                                                                            |  |  |  |  |  |  |  |  |  |  |  |  |  |  |  |
| | 27. NN.                                                                                    |  |  |  |  |  |  |  |  |  |  |  |  |  |  |  |
| |                                                                                            |  |  |  |  |  |  |  |  |  |  |  |  |  |  |  |
| |                                                                                            |  |  |  |  |  |  |  |  |  |  |  |  |  |  |  |
| | 3. María de Sanabria Calderón                                                              |  |  |  |  |  |  |  |  |  |  |  |  |  |  |  |
| |                                                                                            |  |  |  |  |  |  |  |  |  |  |  |  |  |  |  |
| |                                                                                            |  |  |  |  |  |  |  |  |  |  |  |  |  |  |  |
| | 14. N. Calderón                                                                            |  |  |  |  |  |  |  |  |  |  |  |  |  |  |  |
| |                                                                                            |  |  |  |  |  |  |  |  |  |  |  |  |  |  |  |
| |                                                                                            |  |  |  |  |  |  |  |  |  |  |  |  |  |  |  |
| | 7. Mencia Calderón Ocampo "la Adelantada"                                                  |  |  |  |  |  |  |  |  |  |  |  |  |  |  |  |
| |                                                                                            |  |  |  |  |  |  |  |  |  |  |  |  |  |  |  |
| |                                                                                            |  |  |  |  |  |  |  |  |  |  |  |  |  |  |  |
| | 15. N. Ocampo                                                                              |  |  |  |  |  |  |  |  |  |  |  |  |  |  |  |
| |                                                                                            |  |  |  |  |  |  |  |  |  |  |  |  |  |  |  |
| |                                                                                            |  |  |  |  |  |  |  |  |  |  |  |  |  |  |  |